# Vibonati

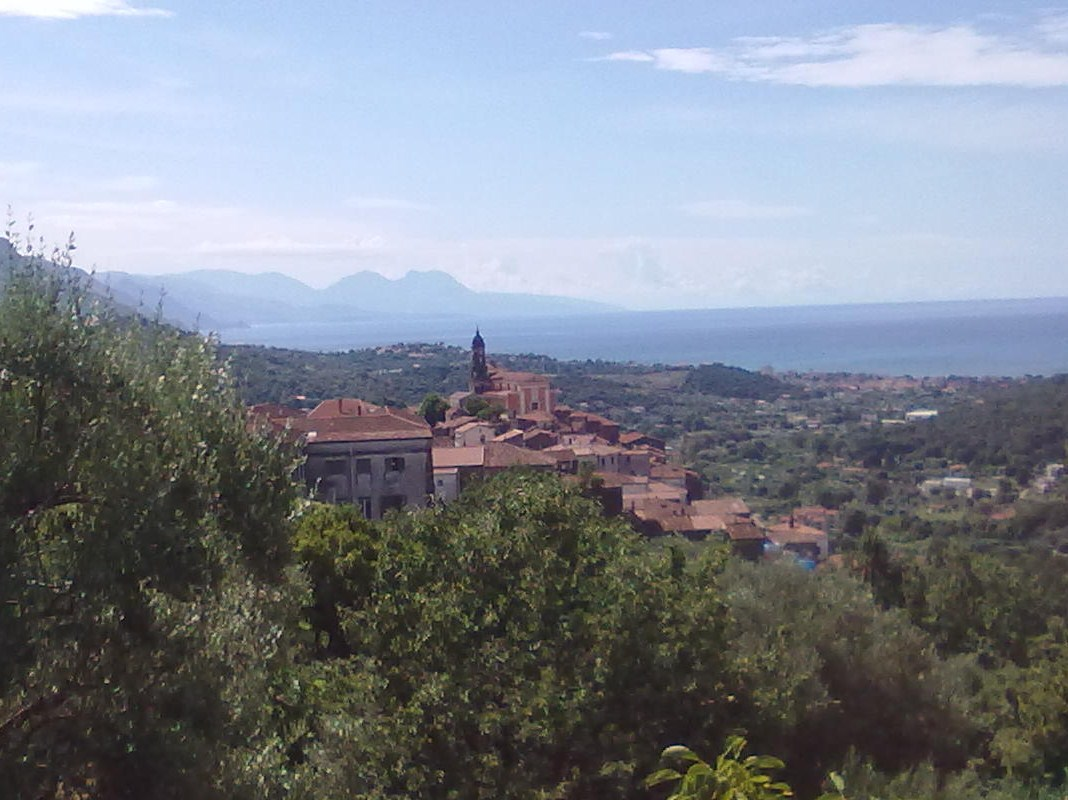
Vibonati

Vibonati ist eine italienische Gemeinde mit 3214 Einwohnern (Stand 31. Dezember 2023) in der Provinz Salerno in der Region Kampanien. Der Ort ist Teil der Comunità Montana del Bussento.

## Geografie
Die Nachbargemeinden sind Casaletto Spartano, Ispani, Santa Marina, Sapri, Torraca und Tortorella. Der einzige Ortsteil, Villammare ist Mitglied der Costiera Cilentana.